# Albert Kruschel
Albert Michael Kruschel (ur. 21 października 1889 w Buffalo, zm. 25 marca 1959 tamże) – amerykański kolarz szosowy, brązowy medalista olimpijski.

## Kariera
Największe sukcesy w karierze Albert Kruschel osiągnął w 1912 roku, podczas igrzysk olimpijskich w Sztokholmie. Wspólnie z Carlem Schutte, Alvinem Loftesem i Waldenem Martinem zdobył brązowy medal w jeździe drużynowej na czas. Na tych samych igrzyskach w jeździe indywidualnej przejechał trasę w czasie 11:17:30.2 i zajął trzynaste miejsce. Nigdy nie zdobył medalu na szosowych mistrzostwach świata.